# Budova A Gymnázia Teplice
Budova A Gymnázia Teplice byla vystavěna v letech 1902–1904 jako císařská a královská státní reálná škola (německy K. und k. Staats-Realschule). Je postavena ve slohu tzv. saské neorenesance, objevují se zde však i prvky secese. Nahradila starý statek na Zeleném rynku, známý jako Mořicův dvůr (německy Moritzhof). Od roku 1987 je chráněnou kulturní památkou. Dnes je hlavní budovou teplického gymnázia.

## Historie

### První plány a výstavba
Od roku 1875 sídlila teplická německá reálka na Školním (dnes Benešově) náměstí. Město Teplice se na přelomu století rozhodlo, že vystaví budovu novou. V roce 1901 vybralo pozemek na Zeleném rynku, jehož pojmenování vzniklo podle toho, že se v oněch místech odedávna prodávala zelenina. Setkávaly se zde ulice Zelená (německy Grüne Ringgase) a Lesnická (německy Forstgasse, dnešní ulice Československých dobrovolců). Nová stavba měla nahradit barokní Mořicův dvůr (německy Moritzhof), který byl postaven roku 1801 a sloužil jako úřední budova, za napoleonských válek jako lazaret pro vojáky, raněné v bitvě u Chlumce.

Pozemek byl zakoupen roku 1902 a ještě v témže roce se začalo s demolicí Mořicova dvora. Dne 4. března byla vyhlášena soutěž na výstavbu, jíž se ovšem směli zúčastnit jen architekti rakouské a německé národnosti. K termínu odevzdání (7. května 1902, 18:00) se sešlo celkem 55 návrhů. Odborná komise, složená z teplického starosty Adolfa Siegmunda, radních, místních stavitelů (např. Johanna D. Ferbera, který se podílel i na stavbě), ředitelů místních škol, a nakonec i odborného poradce z Vídně, prof. Karla Königa, vybrala návrh Wenzela Bürgera. K vítězství mu pravděpodobně napomohlo motto:
| „ | Der deutschen Jugend in deutscher Stadt ein deutsches Haus. | Německé mládeži v německém městě německý dům. | “ |

Na podzim roku 1902 se začalo s demolicí Mořicova dvora a prvními výkopy. V březnu roku následujícího započaly intenzivní práce na výstavbě, které provádělo konsorcium teplických firem Walter-Pech-Weinmesser. Hrubé práce, včetně položení střešní krytiny a omítnutí celé budovy do druhého patra, byly hotovy již na podzim roku 1903. V zimě, kdy se nemohlo pracovat na exteriéru, probíhaly práce v interiéru, bylo např. zavedeno centrální topení. Další fáze prací na zevní části budovy začala na jaře roku 1904. Práce probíhaly velmi rychle, a tudíž se budova stihla dostavět v řádném termínu. Kolaudace byla provedena 29. srpna 1904. Oficiální předání celého areálu o rozloze 0,35 ha pak proběhlo 9. září téhož roku.

Po vzniku samostatného Československa v budově působila Státní reálka.

### Využití mezi lety 1938–1989

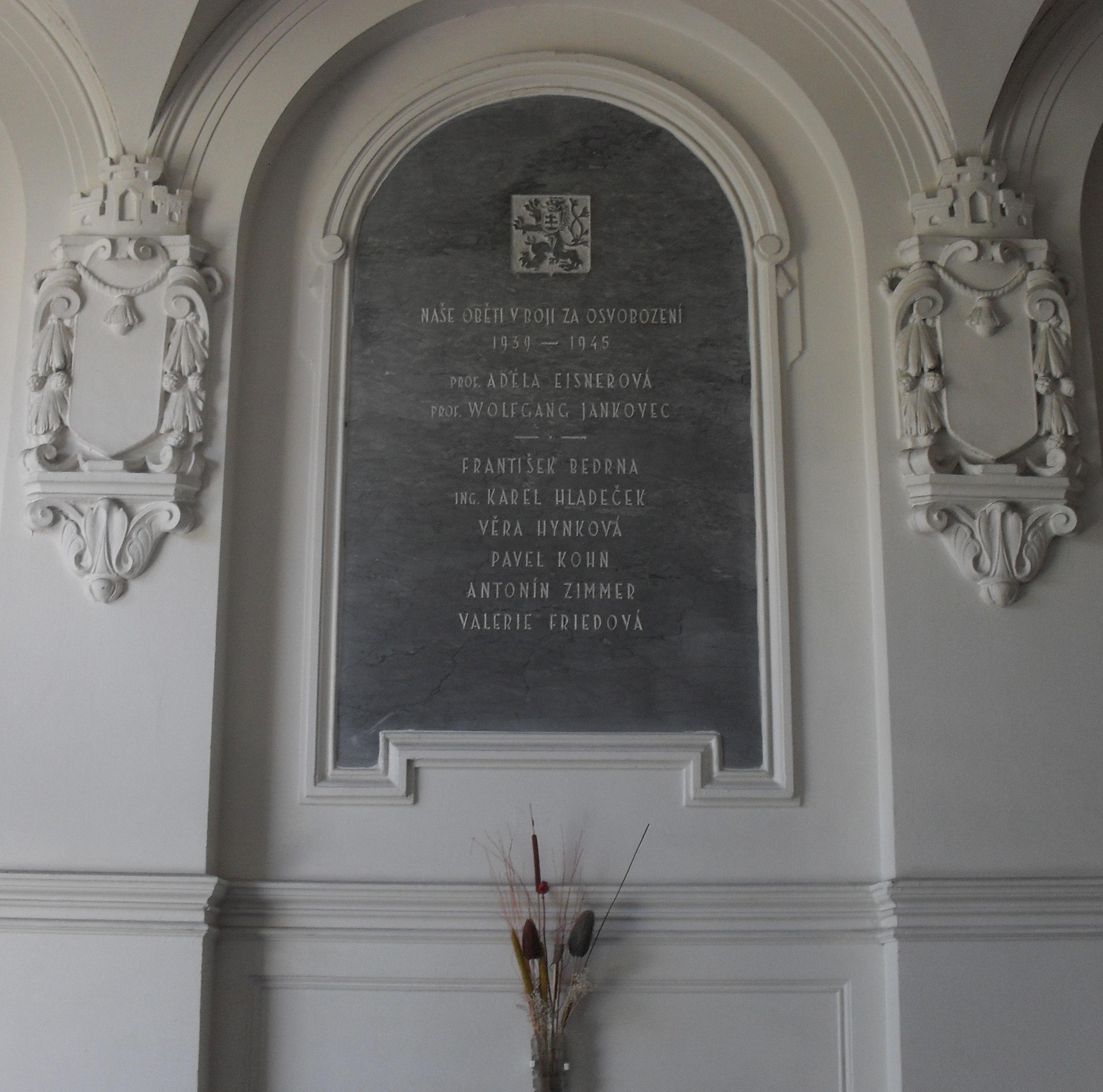
Z doby, kdy v budově působila Obchodní akademie též pochází pamětní deska věnovaná obětem nacistické okupace z řad učitelů a žáků školy. [https://www.gymtce.cz/cs/skola/historie/pametni-deska Pamětní deska

Po Mnichovské dohodě se škola dostala pod svrchovanost německé říše; jež v ní ve školním roce 1938/39 zřídila Státní vyšší školu pro jinochy. V roce 1940 byla budova vyklizena a dána k disposici Wehrmachtu, který v ní (podobně jako ve většině ostatních školských budov na Teplicku) zřídil lazaret pro raněné vojáky.
Po osvobození v budově působila teplická obchodní akademie. Od roku 1950 do r. 1960 zde sídlilo zdejší Pedagogické gymnázium, roku 1953 přejmenované na Pedagogickou školu. Jeden školní rok byla budova užívána ZDŠ (základní devítiletá škola), kterou nahradila Střední všeobecně vzdělávací škola (SVVŠ), kteráž byla roku 1968 přeměněna na Gymnázium, při němž v letech 1971-73 působila zároveň Konzervatoř Teplice.

## Současnost

### Vývoj od Sametové revoluce
V roce 1994 bylo tehdy čtyřleté gymnázium přeměněno na víceleté, zprvu sedmileté, později osmileté; byly k němu navíc přiřazeny budovy bývalé ZDŠ (dříve klášter boromejek s tzv. Beuronskou kaplí a klášterní škola), čímž vznikl komplex budov A, B a C. V roce 2001 tyto budovy propojila zastřešená lávka vedoucí nad Alejní ulicí.

#### Stavební úpravy
Po roce 1989 proběhly opravy střechy, fasády a dvora; kvůli obtížím s vytápěním byla budova připojena na dálkový horkovod.
Od letních prázdnin 2016 do 24. března 2017 proběhla kompletní výměna oken a některých vchodových dveří. Částka za výměnu činila 18,5 mil. Kč, což je dle webu školy druhá největší investiční akce v historii školy.

### Využití
Dnes je hlavní budovou Gymnázia Teplice, je zde ředitelna, sekretariát, sídlo správce sítě, prodejna školních potřeb a odborné literatury, odborné kabinety a specializované učebny.
V pianu nobile (vznešeném patře; v tomto případě 3. patro) se nachází slavnostní aula, která dříve sloužila jako školní kaple. K ale je připojena školní knihovna s 25 tisíci svazky. V suterénu jsou šatny pro žáky, bufet Bergbar, výměníková stanice a jiné technické zázemí. Zajímavostí je učebna č. 13, jež je vybavena nábytkem napodobujícím vybavení za první republiky.

## Architektura
Budova s jedním podzemním a čtyřmi nadzemními podlažími je postavena významným architektem ze Saské Kamenice, Wenzelem Bürgerem, ve stylu saské neorenesance s prvky tehdy nastupující secese; jsou jimi zejména rostlinné ornamenty na štítech budovy.
Jihozápadní křídlo, které připomíná kapli a je spíše rozšířením západního křídla (vedoucího podél Alejní ulice) v jeho jižním zakončení, je tělocvičnou. Severní křídlo stojí podél ulice Čs. dobrovolců, na západní křídlo navazuje v mírně ostrém úhlu. Severovýchodní roh, z nějž v tupém úhlu vychází východní křídlo, je rozšířen do hlavní části budovy, která má zhruba čtvercový půdorys a vrcholí věžičkou. Na západní i východní straně z budovy mírně vystupují tělesa schodišť, zakončená rovněž věžičkami.
Budova, zejména její severní průčelí, je velmi bohatě dělena různými architektonickými prvky – arkýři, portálem s nikami (výklenky), celá fasáda, přízemí a první patro je pak rozčleněno kvádrovou bosáží.

### Sluneční hodiny
Na jižním průčelí budovy jsou umístěny secesní sluneční hodiny, jež v roce 1907 zhotovil F. Froning. Jde o svislé hodiny s plochým typem ukazatele; v katalogu slunečních hodin provozovaném Astronomickým ústavem UK jsou hodnoceny jako hodiny výtvarně zajímavé ve výborném stavu.

### Nápisy na arkýřích
Na štítech mezi patry arkýřů jsou napsána jména významných vědců:
- Východní arkýř – přírodovědec, cestovatel, geograf a zakladatel meteorologie Alexander von Humboldt, historik Leopold von Ranke, historik, právník, novinář, spisovatel a držitel Nobelovy ceny za literaturu Theodor Mommsen
- Prostřední arkýř – astronom, fyzik a matematik Isaac Newton, matematik a fyzik Carl Friedrich Gauss a matematik a astronom Johannes Kepler
- Západní arkýř – matematik, fyzik a astronom François Arago, vynálezce a konstruktér James Watt a matematik a zakladatel deskriptivní geometrie Gaspard Monge[10]

## Galerie

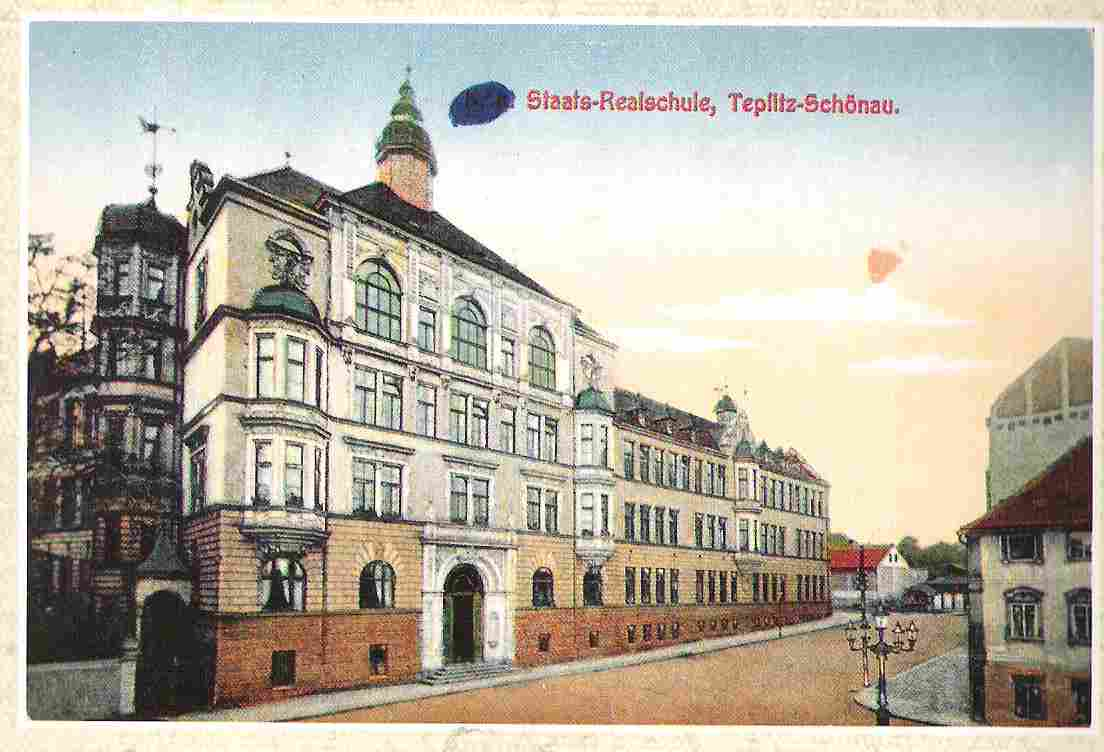
Historická kolorovaná fotografie budovy
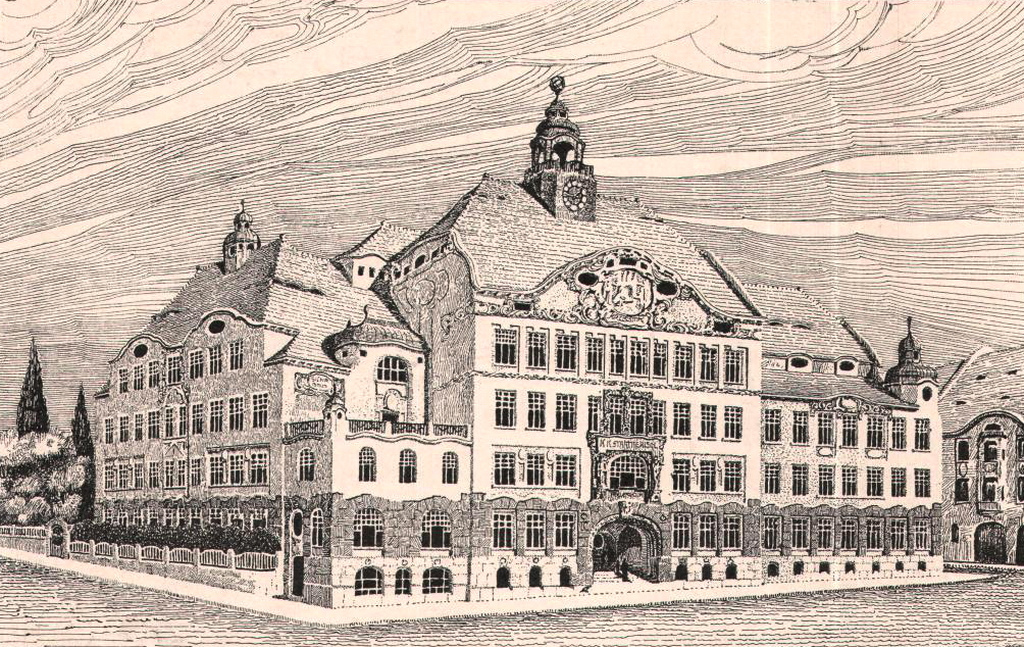
Návrh stavby budovy z roku 1902 od významného německého architekta působícího na severu Čech Rudolfa Bitzana
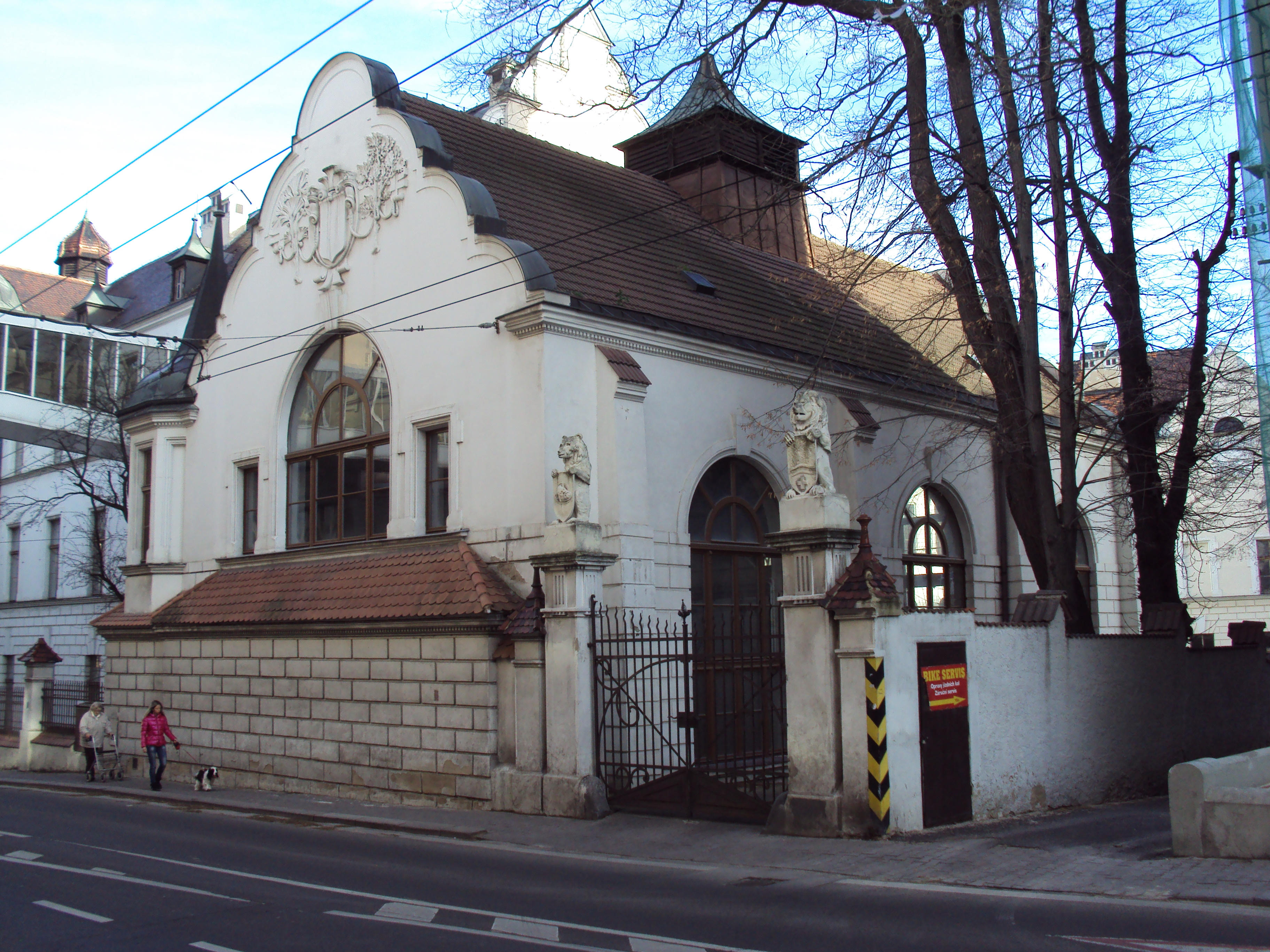
Tělocvična
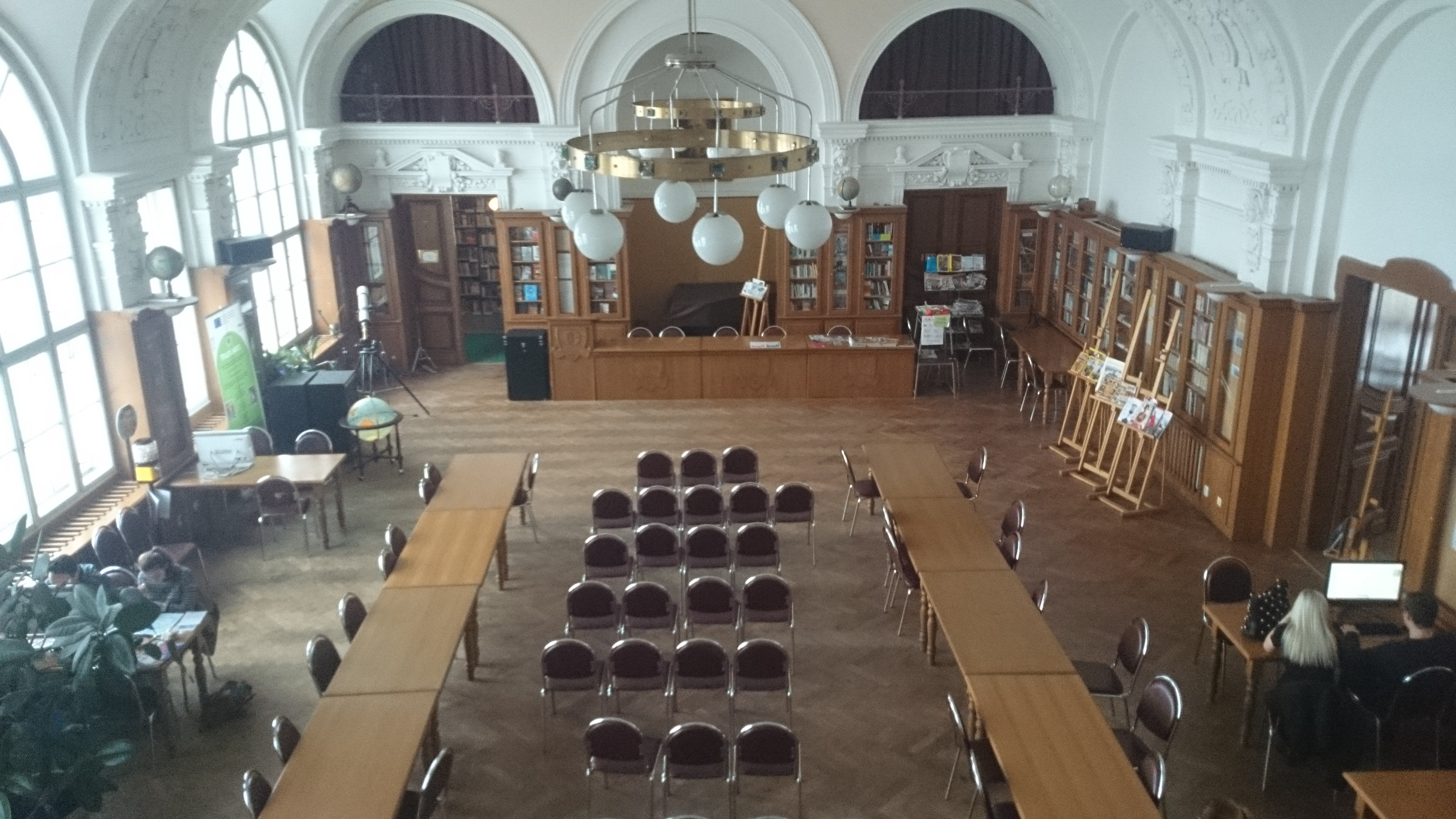
Slavnostní aula
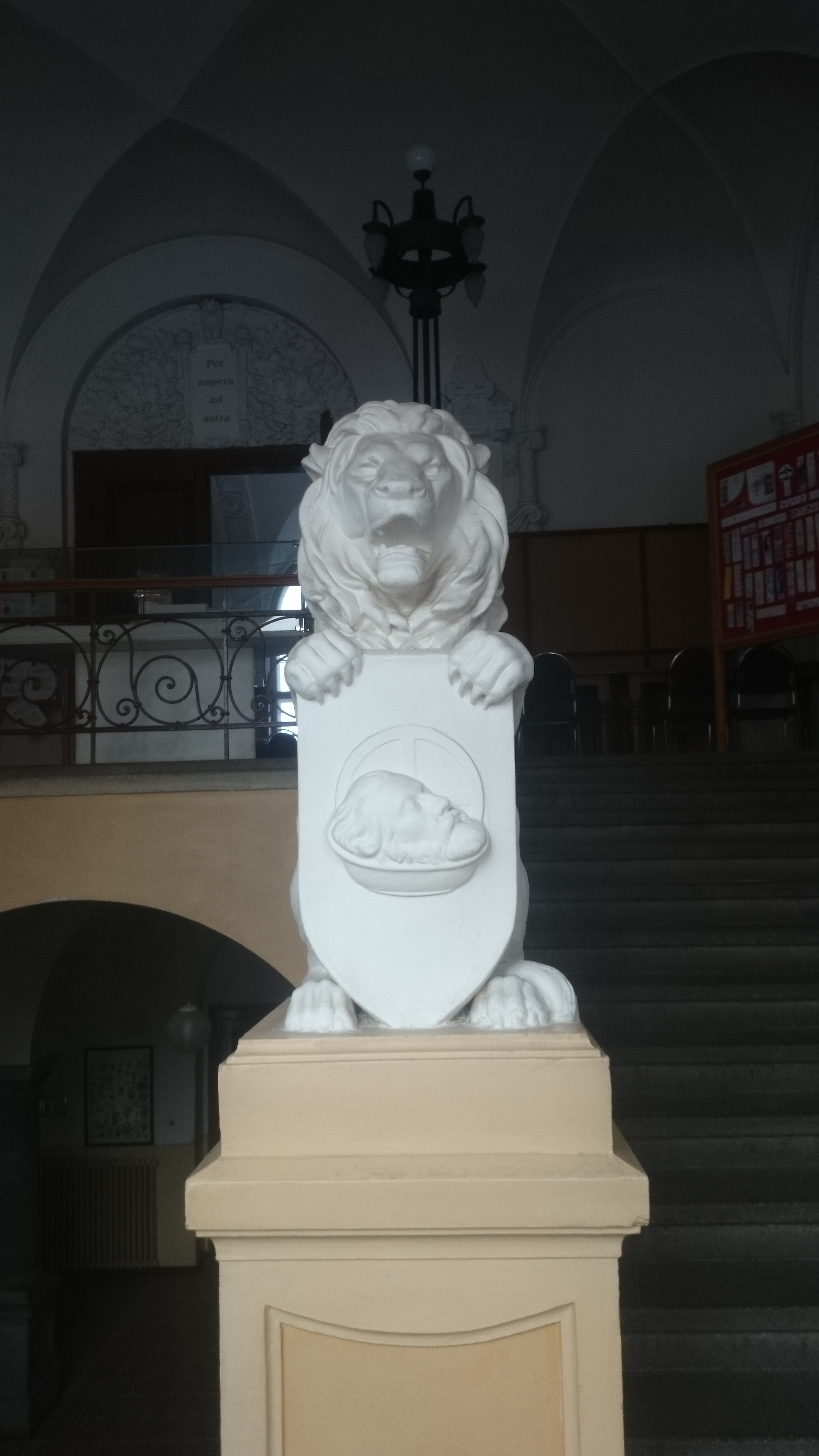
Vnitřní výzdoba – lev se znakem Teplic
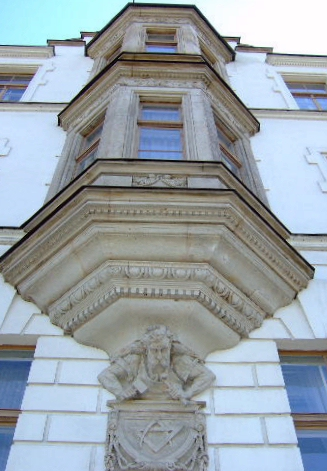
Arkýř na průčelí budovy